# Holotrichia barbata
Holotrichia barbata är en skalbaggsart som beskrevs av Sharp 1881. Holotrichia barbata ingår i släktet Holotrichia och familjen Melolonthidae. Inga underarter finns listade i Catalogue of Life.